# Krotalon

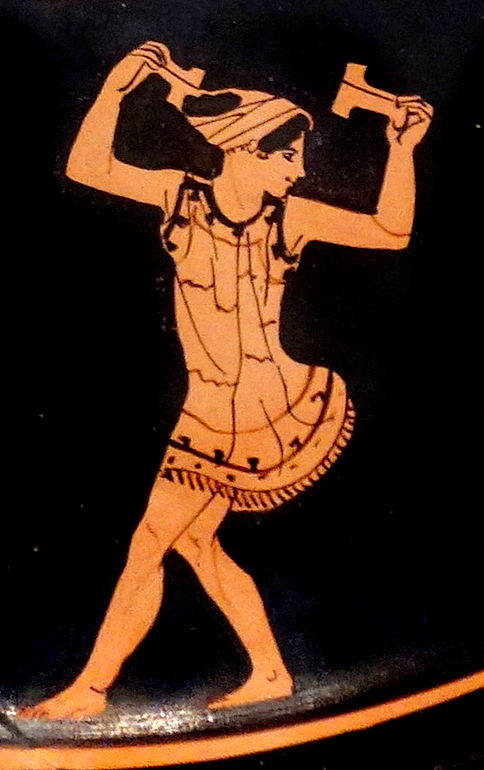
Rotfigurige Phiale, tanzende Frau mit Crotala (Boston MFA 97.371).

Das Krotalon (altgriechisch κρόταλον, Plural Krotala, „Klapper“) ist ein antikes Gegenschlagidiophon.
Die Klapper ist mit zwei beweglichen und miteinander verbundenen Schenkeln konstruiert und besteht aus Holz, Knochen oder Bronze. Das Krotalon wurde den Abbildungen zufolge ähnlich wie Kastagnetten zur rhythmischen Begleitung von Tanz und Gesang bei orgiastischen Gelagen verwendet. Der Name ging auf die heutigen kleinen Metallscheiben Crotales über.

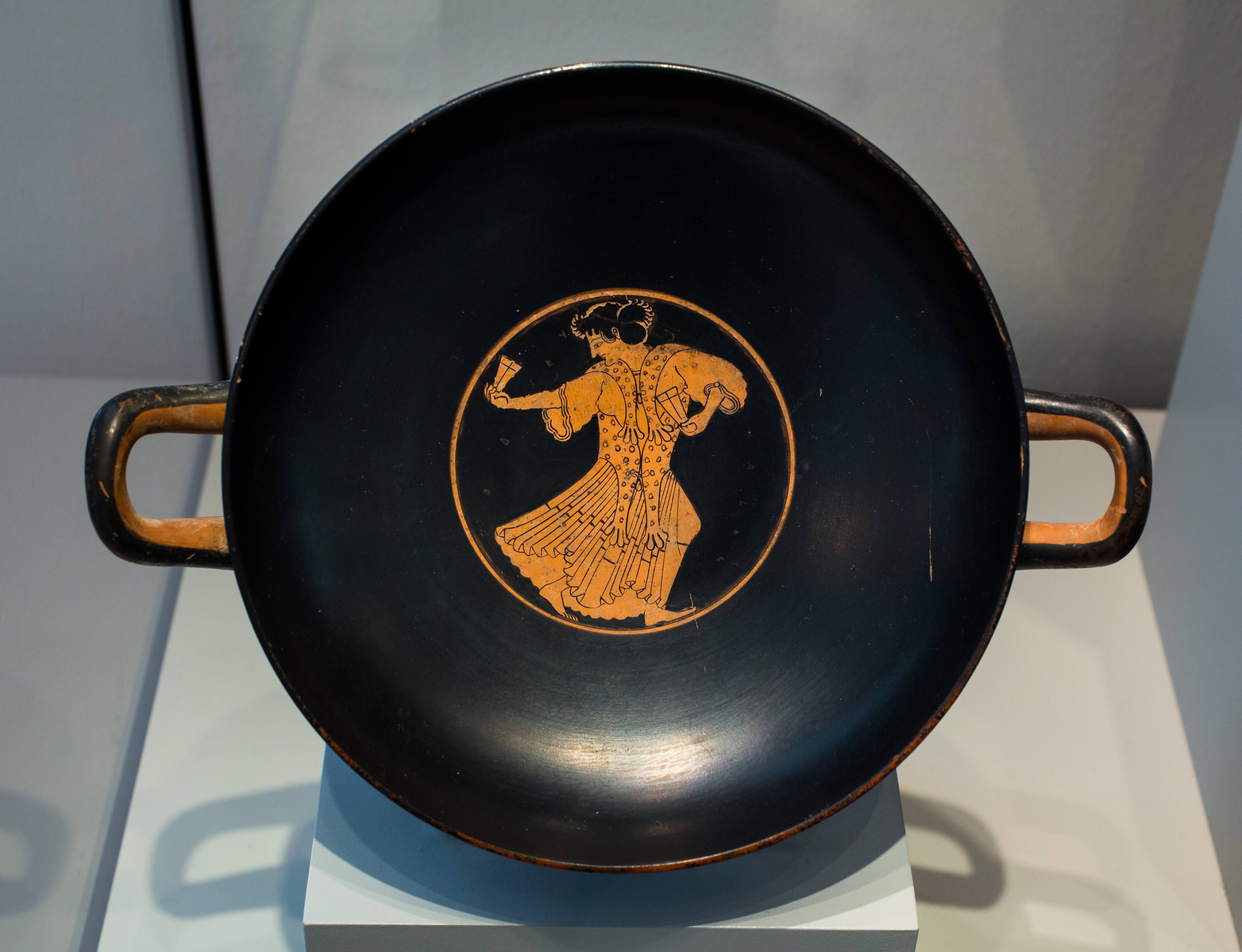
Tanzende Mänade, attisch-rotfigurige Trinkschale, dem Pedieus-Malers zugeschrieben, 520/10 v. Chr., Antikensammlung Berlin im Alten Museum